# Holzen (Reinstorf)
Holzen ist ein Ortsteil der Gemeinde Reinstorf in Niedersachsen.

## Geographie
Der Ort liegt einen Kilometer nordöstlich von Reinstorf. 500 Meter nordöstlich liegt das Großsteingrab Holzen.

## Geschichte
Für das Jahr 1848 wird angegeben, dass Holzen 20 Wohngebäude hatte, in denen 136 Einwohner lebten. Zu der Zeit war der Ort nach Wendhausen eingepfarrt, wo sich auch die Schule befand. Am 1. Dezember 1910 hatte Holzen im Landkreis Lüneburg 156 Einwohner. Am 1. März 1974 wurde Holzen nach Reinstorf eingemeindet.